# Johanna Kedzierski

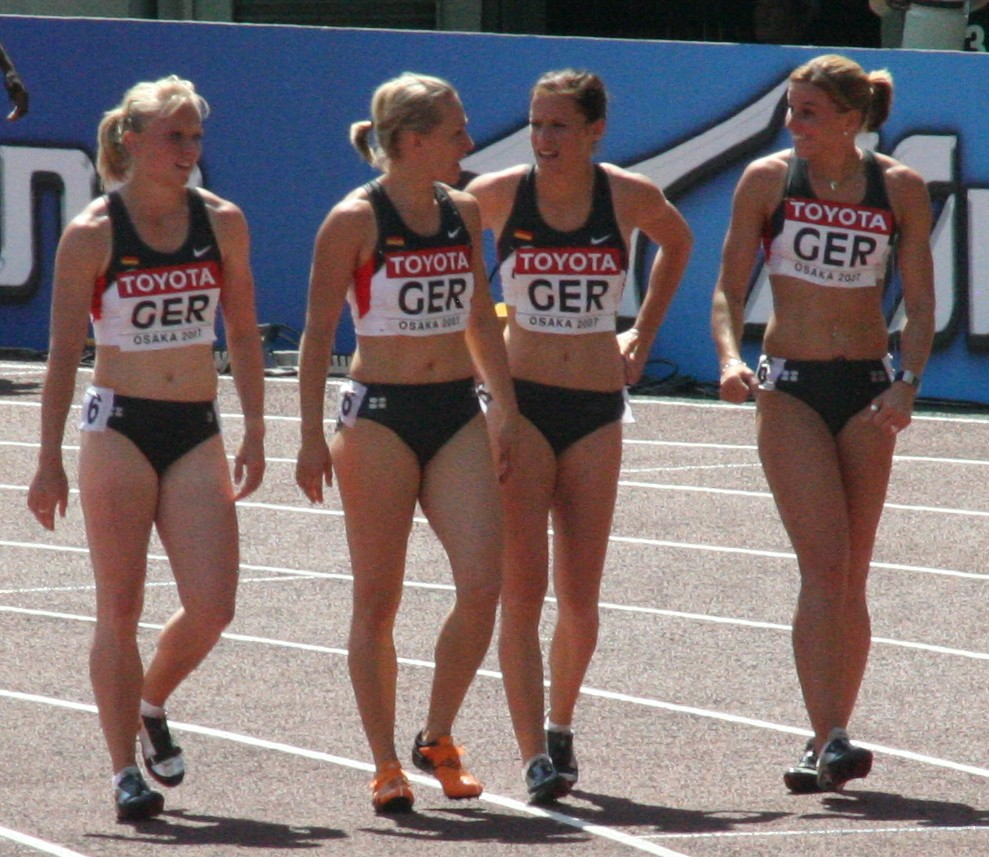
Kedzierski (rechts) mit der 4-mal-100-Meter-Staffel bei den Weltmeisterschaften 2007

Johanna Kedzierski (* 10. Juni 1984 in Wejherowo, Polen) ist eine deutsche Leichtathletin. Ihre Spezialdisziplin ist der 200-Meter-Lauf.

## Leben
Kedzierski ist polnischer Herkunft. Ihr Vater Andrzej Kędzierski war ein guter Sprinter und Weitspringer und dreifacher polnischer Juniorenmeister. Im Alter von sieben Jahren begann Johanna Kedzierski mit der Leichtathletik. Sie wurde 2001 Deutsche Jugendmeisterin über 200 Meter und kam im Jahr darauf bei den Juniorenweltmeisterschaften in Kingston mit der deutschen 4-mal-100-Meter-Staffel auf Platz vier. Im Einzel gewann Kedzierski 2004 die Deutsche Juniorenmeisterschaft. Bei den U23-Europameisterschaften 2005 in Erfurt gewann sie mit der deutschen Staffel (Karoline Köhler, Verena Sailer, Johanna Kedzierski, Anne Möllinger) die Silbermedaille in 44,89 s.
Bei den Erwachsenen wurde Kedzierski mit der Staffel der MTG Mannheim 2005 sowohl in der Halle, als auch im Freien Deutsche Meisterin. Über 200 Meter wurde sie 2006 in der Halle und 2007 im Freien Deutsche Vizemeisterin. Bei den Weltmeisterschaften in Osaka wurde sie mit der deutschen Staffel (Katja Wakan, Cathleen Tschirch, Johanna Kedzierski, Verena Sailer) mit 43,51 s Siebte.
Nach einer längeren Verletzungspause lief Kedzierski 2011 eine neue persönliche Bestleistung über 100 Meter. Im Jahr darauf gewann sie mit der Mannheimer Staffel Silber bei den Deutschen Meisterschaften.
Sie startet für die MTG Mannheim. 2007 schloss sie eine Ausbildung zur Grafikdesignerin ab. Seitdem gehörte sie der Sportfördergruppe der Bundeswehr in Mainz an.
Im Jahr 2013 zog sie von Mannheim nach Hannover und startete für die LG Weserbergland. 2014 heiratete sie und heißt seitdem Johanna Lohmann. Verletzungsbedingt kehrte sie der Leichtathletik als Aktive den Rücken. In Hannover arbeitet sie als Personal- und Athletiktrainerin.

## Persönliche Bestleistungen
- 200 Meter: 23,47 s, 22. Juli 2007 in Erfurt
  - Halle: 23,41 s, 25. Februar 2006 in Karlsruhe
- 100 Meter: 11,59 s, 21. Mai 2011 in Rechberghausen